# François Carlier
François Carlier (París, 1707-Bayona, 1760) fue un arquitecto francés del siglo XVIII. 
En algunas fuentes aparece, debido a su estancia prolongada en España, con el nombre españolizado de Francisco Carlier, siendo su colaborador Francisco de Moradillo. Su padre, René Carlier, trabajó en el diseño y realización de los jardines del Palacio Real de La Granja de San Ildefonso. 
Una de las obras más destacadas de François dentro de la arquitectura madrileña fue la iglesia del Convento de las Salesas Reales. En 1749 la Casa Real, por orden de Bárbara de Braganza hizo comprar unos terrenos de gran superficie junto a la Puerta de Recoletos y encargó al arquitecto francés su realización. La iglesia del convento, hoy Parroquia de santa Bárbara, es una de las obras maestras del barroco local y la obra más conocida del arquitecto. Carlier había diseñado anteriormente la iglesia del Palacio de El Pardo.